# کومانشت
شهر کومانشت (به رومانیایی: Comăneşti) در شهرستان بکو در کشور رومانی واقع شده‌است. جمعیت این شهر ۲۶٬۲۳۷ نفر  است.